# Cheng Po-yu
Cheng Po-yu (chinesisch 鄭博宇 / 郑博宇, Pinyin Zhèng Bóyǔ; * 27. April 1997) ist ein taiwanischer Sprinter.

## Sportliche Laufbahn
Erste internationale Erfahrungen sammelte Cheng Po-yu bei den Asiatischen Jugendspielen 2013 in Nanjing, bei denen er im 100-Meter-Lauf in 11,06 s den fünften Platz belegte und über 200 Meter in 22,17 s Rang vier erreichte. Im Jahr darauf schied er bei den Juniorenasienmeisterschaften in Taipeh mit 10,96 s über 100 Meter in der ersten Runde aus, gewann aber mit der taiwanischen 4-mal-100-Meter-Staffel in 39,91 s die Bronzemedaille. Zudem qualifizierte er sich für die Olympischen Jugendspiele in Nanjing, bei denen er mit 10,83 s im B-Finale siegte. 2015 nahm er mit der Staffel erstmals an der Sommer-Universiade in Gwangju teil, erreichte dort aber im Vorlauf nicht das Ziel und auch bei den U20-Weltmeisterschaften 2016 in Bydgoszcz gelangte er mit der Staffel mit 40,33 s nicht bis in das Finale. 2017 nahm er erneut an den Studentenweltspielen in Taipeh teil und gewann dort in 39,06 s die Bronzemedaille hinter den Teams aus Japan und den Vereinigten Staaten. Zwei Jahre später erreichte er bei der Sommer-Universiade in Neapel über 100 Meter das Halbfinale, in dem er mit 10,71 s ausschied. Zudem wurde er mit der Staffel in 39,78 s Vierter.

## Persönliche Bestzeiten
- 100 Meter: 10,37 s (+1,1 m/s), 29. April 2019 in Chiayi
- 200 Meter: 21,34 s (−0,2 m/s), 30. April 2017 in Taipeh